# Elezioni parlamentari in Malaysia del 2013
Le elezioni parlamentari in Malaysia del 2013 si tennero il 5 maggio per il rinnovo del Dewan Rakyat (Assemblea del popolo).

## Risultati
| Liste                                           | Voti       | %     | Seggi |
| ----------------------------------------------- | ---------- | ----- | ----- |
| Organizzazione Nazionale della Malaysia Unita   | 3 252 484  | 29,42 | 88    |
| Associazione Cinese Malese                      | 867 851    | 7,85  | 7     |
| Congresso Indiano Malese                        | 286 629    | 2,59  | 4     |
| Partito Bumiputra Tradizionale Unito            | 232 390    | 2,10  | 14    |
| Partito del Movimento del Popolo della Malaysia | 191 019    | 1,73  | 1     |
| Partito del Popolo Unito Sarawak                | 133 603    | 1,21  | 1     |
| Altri <1%                                       | 273 723    | 2,48  | 18    |
| Totale                                          | 5 237 699  | 47,38 | 133   |
| Partito della Giustizia del Popolo              | 2 254 328  | 20,39 | 30    |
| Partito d'Azione Democratica                    | 1 736 267  | 15,71 | 38    |
| Partito Islamico Panmalese                      | 1 633 389  | 14,78 | 21    |
| Totale                                          | 5 623 984  | 50,87 | 89    |
| Altri <0,50%                                    | 105 959    | 0,96  | –     |
| Indipendenti                                    | 86 935     | 0,79  | –     |
| Totale                                          | 11 054 577 | 100   | 222   |